# Ponte da Normandia
A Ponte da Normandia (Pont de Normandie, em francês) é uma ponte rodoviária que abrange o Rio Sena ligando Le Havre a Honfleur, na Normandia, norte da França. O seu comprimento total é 2143,21 m (856 m entre 2 pilastras).
O vão tem 23,60 m de largura, é dividida em 4 faixas de tráfego e 2 vias para pedrestes. As pilastras são feitas de concreto, são concebidas como de cabeça para baixo Ys. Elas pesam mais de 20000 toneladas e são 214,77 m de altura. Mais de 19000 toneladas de aço e 184 cabos foram utilizados.
A ponte foi projetada por Michel Virlogeux com a ajuda de Igor Zizic. Os arquitectos foram François Doyelle e Charles Lavigne. A pedra fundamental foi lançada em 1988.

## Estrutura
A calibração, 23,60 m de largura, é dividida em 4 faixas de tráfego e 2 vias para peões. Os pilares, feitos de concreto, são moldados como de cabeça para baixo YS. Eles pesam mais de 20.000 toneladas e estão 214,77 m de altura. Mais de 19.000 toneladas de aço e 184 cabos foram utilizados.